# Hellogoodbye
Hellogoodbye är ett powerpopband från Huntington Beach, Kalifornien i USA. Bandet bildades 2001 av sångaren Forrest Kline. 

## Historia
Forrest bildade bandet när han gick i High School och det var mest för att underhålla hans kompisar. Han började spela in låtar på sin dator tillsammans med kompisen Jesse Kurvink. Den första Hellogoodbye-låten som skrevs var "Bonnie Taylor Shakedown (2k1)", som finns med på deras EP. Forrest, som har ett stort intresse av grafisk och webbdesign, startade bandets första hemsida och de började lägga upp låtar på MP3.com. 
De följande två åren rekryterade bandet nya medlemmar och spelade på lokala klubbar. År 2003 fick de sitt första skivkontrakt på Drive-Thru Records. I och med det så kunde bandet släppa EP:n, och påbörja en två år lång turné. I augusti 2006 kom första albumet ut, och låten som de slog igenom med heter "Here (In Your Arms)".

## Medlemmar
Nuvarande medlemmar
- Forrest Kline – sång, gitarr, ukulele, låtskrivare (2001–)
- Andrew Richards – gitarr, ukulele, mandolin (2008–)
- Augustine Rampolla – keyboard, gitarr, basgitarr, ukulele, percussion (2011–)
- Michael Garzon – trummor, gitarr, sång, mandolin, ukulele, keyboard (2011–)

Tidigare medlemmar
- Parker Case – trummor (2001)
- Aaron Flora – trummor (2001–2003, 2008–2010, 2012)
- Paul Michael White Jr – basgitarr (2001)
- Jesse Kurvink – keyboard, sång, gitarr (2001–2008)
- Marcus Cole – basgitarr, keyboard, tamburin (2002–2007)
- Chris Profeta – trummor, percussion (2003–2008)
- Ryan Daly – gitarr (2007–2009)
- Travis Head – basgitarr (2007–2011)
- Joseph Marro – keyboard, gitarr (2008–2012)
- Michael Nielsen – trummor (2010–2011)

## Diskografi
Studioalbum
- 2006 – Zombies! Aliens! Vampires! Dinosaurs!
- 2010 – Would It Kill You?
- 2013 – Everything Is Debatable
- 2018 – S'Only Natural

EPs
- 2004 – Hellogoodbye
- 2006 – Remixes!
- 2007 – The "All of Your Love" Remixes EP
- 2008 – Ukulele Recordings
- 2009 – When We First Met

DVD
- 2005 – OMG HGB DVD ROTFL
- 2008 – EP/DVD Split
- 2008 – Zombies! Aliens! Vampires! Dinosaurs! And More